# Pachybrachis koktumensis
Pachybrachis koktumensis es una especie de insecto coleóptero de la familia Chrysomelidae.
Fue descrita científicamente en 1991 por Lopatin.